# Sagmé (Fotokol)
Pour les articles homonymes, voir Sagmé.
Sagmé est une localité (ou un ensemble de villages) du Cameroun située à proximité du lac Tchad et de la frontière avec le Nigeria, dans le département du Logone-et-Chari et la Région de l'Extrême-Nord. Elle fait partie de la commune de Fotokol et du canton de Warou II.

## Population
Lors du recensement de 2005, on a dénombré 709 personnes à Sagmé Gardole, 390 à Sagmé Meiraha, 444 à Sagmé Ndjamena et 541 à Sagmé Sabangari.

## Insécurité
Située dans une région frontalière vulnérable, Sagmé est dotée d'un poste militaire avancé de l'armée de terre. Il a été attaqué le lundi 2 avril 2018 par des combattants de la secte Boko Haram qui y ont assassiné six militaires du 42e Bataillon d’infanterie motorisée (BIM), dont un officier. Le lendemain les militaires camerounais ont mené une opération commando au cours de laquelle 45 membres de Boko Haram ont été tués. Les armes de guerre et les véhicules que les terroristes avaient emportés ont également été repris.